# Conny Silfver
Tage Conny Silfver, född Persson den 18 oktober 1957, är en svensk friidrottare (110 meter häck och mångkamp). Han tävlade för Hässelby SK. Han är idag tränare i klubben.